# José Luis Flores Pacheco
José Luis Flores Pacheco (San Francisco de Campeche, Campeche; 9 de marzo de 1986) Es un abogado y político campechano miembro del partido Movimiento Ciudadano, se desempeñó como diputado federal por el Distrito 1 de Campeche, desde el primero de septiembre de 2021 hasta el 31 de agosto de 2024.

## Trayectoria política
Fue miembro de partido Convergencia hasta su transformación a Movimiento Ciudadano en el año 2011, fue representante de este partido ante el Instituto Electoral del Estado de Campeche, en el año 2014 junto a otros militantes, anunció su separación de este instituto político para adherirse al proyecto de Andrés Manuel López Obrador y al partido Movimiento Regeneración Nacional 
Se desempeñó como representante del partido Movimiento Regeneración Nacional ante el Instituto Electoral del Estado de Campeche desde el año 2014 hasta el 2018, fue presidente del mismo partido desde el año 2015 hasta el 2018, ocupó el cargo de diputado local por la vía plurinominal en la LXIII Legislatura del congreso del Estado de Campeche hasta el 2021, año en el que recibió la candidatura a la diputación federal en las Elecciones federales de México de 2021 en Campeche, misma que ganó con un 36.83% de la votación.
Como diputado federal, presentó el Proyecto de decreto que reforma y adiciona diversas disposiciones del Código Penal Federal, en materia de dignidad, acceso a una vida libre de violencia y transfeminicidio para agregar un tipo penal autónomo que atienda la situación actual de la violencia estructural que se presenta a aquellas personas denominadas transexuales. Tipificar el delito de transfeminicidio.

### Ruptura con Morena
Se destacó también como crítico del gobierno de Layda Sansores, al cuestionar la falta de transparencia en el uso de recursos públicos, pues de acuerdo con él, la gobernadora dispone de 800 mil pesos diarios para ayudar a los habitantes que no se ven reflejados. Dicha postura le costó el confrontamiento con el resto de sus compañeros de partido, quienes lo tacharon de traidor y amenazaron con expulsarlo del instituto político. Más tarde, también criticó la labor del Senador Aníbal Ostoa Ortega, subrayando que los senadores tienen la obligación de proporcionar ayudas sociales a la población de todos los municipios. Además, afirmó que Ostoa no realizó ninguna acción significativa durante su mandato como Secretario de Gobierno, excusándose con la falta de fondos, a pesar de que la Cámara de Diputados había aprobado el presupuesto necesario. No brindó apoyo con medicinas ni con análisis médicos, entre otras cosas.
De igual manera, mostró apoyo a los policías durante la manifestación en contra de la secretaria de Seguridad Pública Marcela Muñoz, desatada tras el fallido operativo en el Centro de Reintegración Social de San Francisco Kobén, en el que varios policías hombres y mujeres resultaron heridos y exigían la renuncia de la funcionaria. El legislador morenista, además de fungir como representante de los policías en la comparecencia de la funcionaria ante los diputados del congreso local, arremetió una vez más contra la gobernadora al hacer caso omiso a la petición de los policías. Ante el congreso de la unión denunció que la gobernadora de Campeche ha violado la ley y los derechos humanos de los policías estatales al amenazarlos, intimidarlos, acusarlos sin pruebas y no respetar el debido proceso en los procedimientos iniciados en su contra.
El 27 de mayo de 2024 dejó las filas de Morena, lo anterior tras aceptar la invitación del ex alcalde de Campeche, Eliseo Fernández Montufar, de sumarse a Movimiento Ciudadano. Fue presentado en la organización política por la alcaldesa de Campeche Biby Rabelo de la Torre y el entonces dirigente local del partido Daniel Barreda Pavón.